# Костромыкин, Максим Александрович
Максим Александрович Костромыкин (род. 14 января 1980 года, Семипалатинск, КазССР, СССР) — российский актёр театра и кино.

## Биография
Максим Костромыкин родился 14 января 1980 года в Семипалатинске (сейчас — Семей), КазССР. Мама работала инженером по технике безопасности в автоколонне, отец был дальнобойщиком. Во время обучения в школе посещал драмкружки. После окончания школы, в 1997 году, учился и жил в Калининграде, по первому образованию — экономист.
В 2002 году поехал в Москву и поступил во ВГИК на курс Игоря Ясуловича.
В 2006 году, окончив вуз, устроился в театр им. Станиславского, где работал до 2012 года. С 2007 по 2014 год работал в Московском ТЮЗе.

## Творчество
Дебют Максима в кино состоялся в 2003 году в сериале «Моя родня», где он сыграл дилера. В 2004 сыграл эпизодические роли в фильмах «Бальзаковский возраст, или все мужики сво...» и «Четыре таксиста и собака».
С 2016 года снимался в телесериале «Ольга» в роли Гриши.
В 2017 году был номинирован на премию «Ассоциации продюсеров кино и телевидения» в номинации «Лучший актёр второго плана в телевизионном фильме/сериале» за роль Гриши Юсупова в сериале «Ольга».

### Фильмография
| Год         | Название                                               | Роль                                 |
| ----------- | ------------------------------------------------------ | ------------------------------------ |
| 2003        | «Моя родня»                                            | дилер                                |
| 2004        | «Бальзаковский возраст, или все мужики сво...»         | компьютерщик Антон                   |
| 2004        | «Четыре таксиста и собака»                             | эпизод                               |
| 2006        | «Врачебная тайна»                                      | Фёдор                                |
| 2007        | «Ванечка»                                              | эпизод                               |
| 2007        | «Короли игры»                                          | тусовщик                             |
| 2007        | «Школа №1»                                             | Жека                                 |
| 2008        | «Улетающий Монахов»                                    | Монахов                              |
| 2008        | «Король, Дама, Валет»                                  | Сергей/Валет                         |
| 2008        | «Хитровка»                                             | основной половой                     |
| 2008        | «Все умрут, а я останусь»                              | Саша                                 |
| 2009        | «Невеста любой ценой»                                  | Костик                               |
| 2009        | «Ласковый май»                                         | Максим, друг Андрея Разина           |
| 2009        | «Дом на Озёрной»                                       | скинхед                              |
| 2009        | «9 мая. Личное отношение», новелла «Все ушли на фронт» | парень                               |
| 2010        | «Брестская крепость»                                   | Николай                              |
| 2010        | «Столичная история»                                    | музыкант                             |
| 2010        | «Око за око»                                           | Кимка Макушонок                      |
| 2010        | «Побег»                                                | сослуживец Чернова                   |
| 2010        | «Любовь и прочие глупости»                             | Никита                               |
| 2010        | «Универ»                                               | бомж                                 |
| 2011        | «Была тебе любимая»                                    | Лёшка Хомутов                        |
| 2011        | «Мой парень — ангел»                                   | фельдшер                             |
| 2011        | «Крепость»                                             | Николай                              |
| 2011        | «Участковый»                                           | эпизод                               |
| 2011        | «Москва. Три вокзала 3»                                | эпизод                               |
| 2011        | «Дикий-2»                                              | водитель                             |
| 2012        | «Профиль убийцы»                                       | эпизод                               |
| 2012        | «Зайцев+1»                                             | фанат Титомира                       |
| 2012        | «Важняк»                                               | костюмер                             |
| 2012        | «Топтуны»                                              | Олег Боевец                          |
| 2012        | «Страсти по Чапаю»                                     | Зарубин                              |
| 2012        | «Любопытная Варвара»                                   | Евгений Прудников                    |
| 2012        | «Грач»                                                 | Виктор                               |
| 2012        | «Осенний лист»                                         | эпизод                               |
| 2012        | «Обратная сторона Луны»                                | Геннадий                             |
| 2013        | «Второе восстание Спартака»                            | «Мойка»                              |
| 2013        | «Ёлки 3»                                               | Миша Колесников, полицейский         |
| 2013        | «Старый новый дом»                                     | Жора                                 |
| 2013        | «Третья мировая»                                       | Фёдор, муж Раисы                     |
| 2013        | «Деффчонки»                                            | Карл                                 |
| 2014        | «Медвежья хватка»                                      | сотрудник полиции                    |
| 2014        | «Беспокойный участок 2»                                | Владислав, продавец фильтров воды    |
| 2014        | «Чернобыль. Зона отчуждения»                           | Василий, механик                     |
| 2014        | «Практика»                                             | Василий Лыков                        |
| 2014        | «Ёлки 1914»                                            | эпизод                               |
| 2015        | «72 часа»                                              | Николай Притула                      |
| 2015        | «Ч/Б»                                                  | Стас, националист                    |
| 2015        | «Принцип Талиона»                                      | следователь                          |
| 2015        | «Метод»                                                | Жорик Андреевич в молодости          |
| 2015        | «Психи»                                                | эпизод                               |
| 2015        | «Озабоченные, или Любовь зла»                          | Андрей (Медуза)                      |
| 2016        | «Полицейский с Рублёвки»                               | Константин                           |
| 2016 — 2023 | «Ольга»                                                | Гриша Юсупов                         |
| 2017        | «Большие деньги»                                       | Рябов                                |
| 2017        | «ЗКД: Закон каменных джунглей»                         | Андрей                               |
| 2017        | «Вы все меня бесите»                                   | Алексей, автомеханик                 |
| 2017        | «Отчий берег»                                          | лейтенант                            |
| 2018        | «Жёлтый глаз тигра»                                    | Григорий Васильев (Василёк)          |
| 2018        | «Практика. Второй сезон»                               | Василий Лыков                        |
| 2018        | «Триггер»                                              | Семён Покровский, боксёр             |
| 2018        | «Год свиньи»                                           | Андрей, врач скорой                  |
| 2019        | «Толя-робот»                                           | следователь                          |
| 2019        | «Тень за спиной»                                       | «Варёный»                            |
| 2020        | «Погнали»                                              | Гоша, подчинённый Фёдора Михайловича |
| 2020        | «Перевал Дятлова»                                      | Юрий Ефимович Юдин, участник похода  |
| 2021        | «Курорт цвета хаки»                                    | Вырин, майор                         |
| 2021        | «Аль-капотня»                                          | майор Павел Кирсанов                 |
| 2021        | «Исправительные работы»                                | Макс                                 |
| 2021        | «Добро»                                                |                                      |
| 2021        | «Молодые и сильные выживут»                            |                                      |
| 2022        | «Сёстры»                                               | батюшка                              |
| 2022        | «“Ералаш” в кино! Выпуск 1»                            |                                      |
| 2022        | «Ювенальная история»                                   |                                      |
| 2023        | «Птица счастья»                                        |                                      |
| 2023        | «Короче, план такой»                                   | подполковник                         |

### Театральные работы
- «Четвероногая ворона» — киргиз[12]
- «No Name»[13]
- «Питер Пэн»[14]
- «Царевна-лягушка» — Иванушка
- «Куба — любовь моя» — Мальчик
- «Зелёная птичка» — Дзанни, слуга просцениума[15]
- «Счастливый принц»
- «Гроза» — жилец в доме Кабановой[16]
- «Холодная осень»
- «Волк и семеро козлят» — козлёнок[17]
- «Два клёна» — Иванушка-Богатырь[18]
- «Женитьба» — Подколесин.

## Личная жизнь
Бывшая жена — Александра Нестерова, работает в турфирме. Дочь (род. 2007).
Живёт в гражданском браке с Анастасией Красиковой (род. 1999) с 2019 года.